# Sibbaldianthe orientalis
Sibbaldianthe orientalis — вид квіткових рослин родини трояндових (Rosaceae).

## Біоморфологічна характеристика
Багаторічна рослина 5–30 см заввишки. Листки перисті, з 2–7(15) парами довгастих листочків, з них верхня пара бічних і кінцевий на верхівці 2-надрізані, листочки притиснуті волосисті чи голі, краї загнуті. Суцвіття кінцеві. Чашолистки 4–6 мм. Пелюстки жовті, обернено-яйцеподібні, 5–8 мм завдовжки, цілісні. У молодості сім'янки запушені біля місця прикріплення біля основи, у зрілості стають голими.

## Поширення
Поширення: сх. Румунія, Росія, Сибір, Монголія, Північний Кавказ, Казахстан, Таджикистан, Киргизстан, Узбекистан, Туркменістан, Туреччина, Пакистан, пн.-зх. Індія, Непал; інтродукція: Білорусь.
Населяє гірський степ, зазвичай росте біля води.
В Україні росте на сухих кам'янистих і глинистих схилах, пісках і покладах — у донецькому лісостепу (на півд. ч.), степу (на півдні та в Криму).